# St. Joseph (Köln-Rodenkirchen)

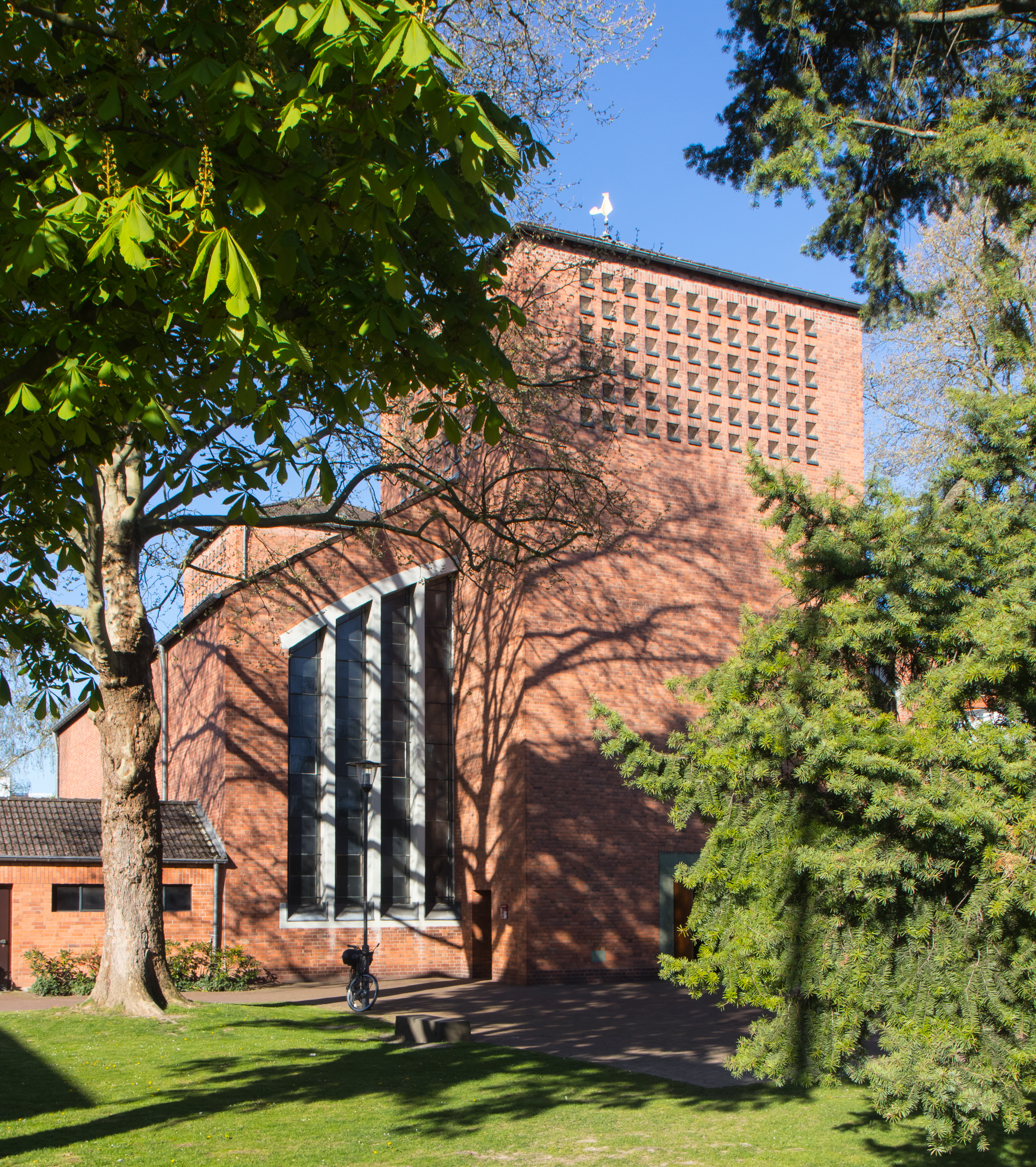
Außenansicht von Südosten

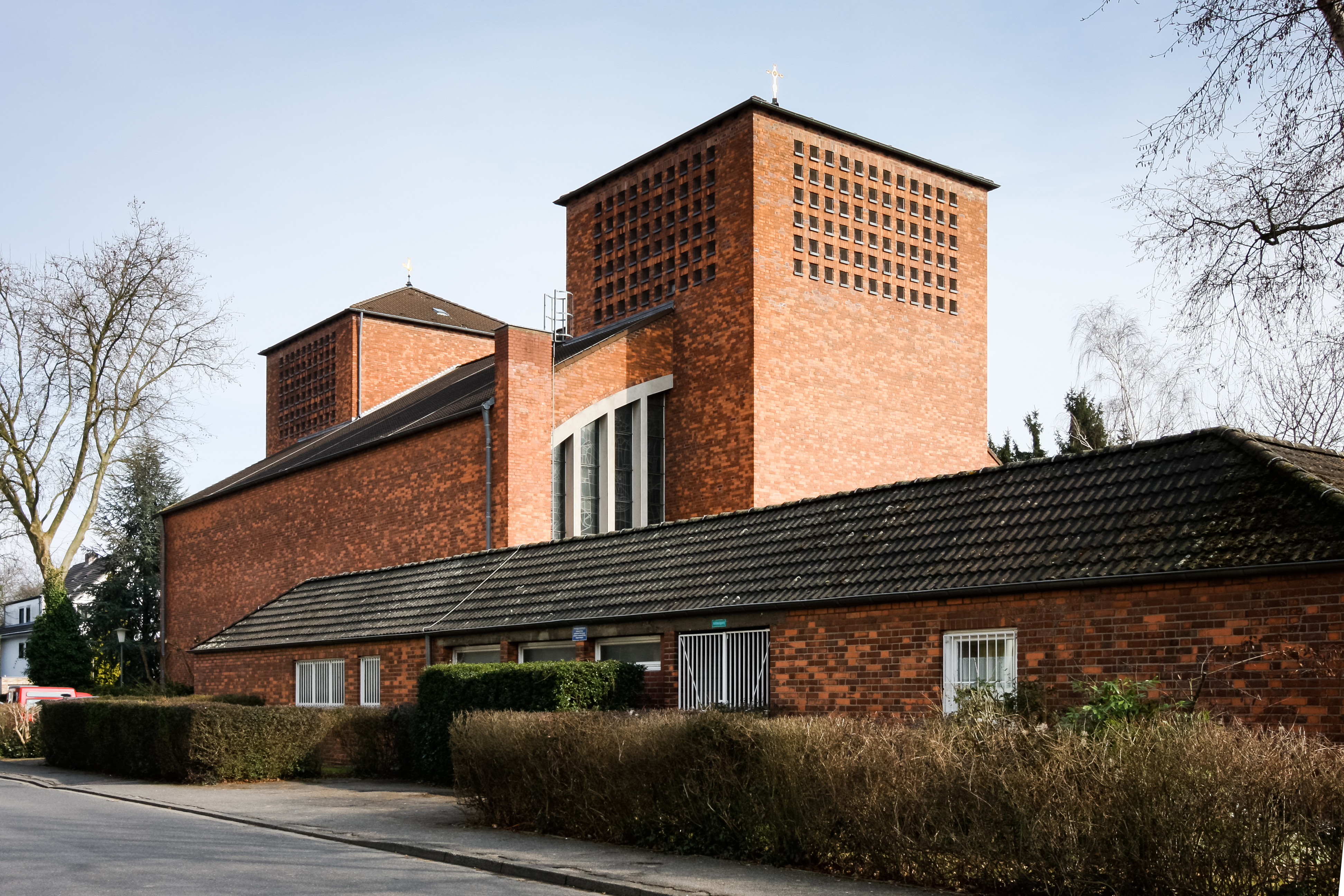
Außenansicht von Nordwesten

St. Joseph ist eine katholische Pfarrkirche im Kölner Stadtteil Rodenkirchen, die 1956 fertiggestellt wurde. Sie ist das letzte ausgeführte Projekt des Architekten Dominikus Böhm, der während des Baus verstarb, so dass sein Sohn Gottfried Böhm den Bau abschloss. Seit 2001 steht das Gebäude unter Denkmalschutz.

## Vorgeschichte und Bau
Die Pfarrgemeinde von St. Maternus hatte in den 1860er Jahren die neugotische Maternuskirche im Norden von Rodenkirchen erbaut, unter anderem, da man eine Ausdehnung nach Norden Richtung Köln erwartete. Allerdings entwickelte sich die noch selbständige Gemeinde (erst 1975 zum Stadtteil Kölns eingemeindet) eher nach Süden, zunächst mit dem so genannten Auenviertel, und nach dem Zweiten Weltkrieg mit weiteren Wohnquartieren und einem starken Bevölkerungszuwachs. 1951 erfolgte deshalb der Entschluss der Pfarrgemeinde, eine neue Kirche weiter im Süden zu bauen. Die Schenkung eines 8000 Quadratmeter großen Grundstücks erleichterte eine großzügige Planung.
Der Auftrag für die Planung der Kirche und weiterer Gemeindebauten wurde 1955 an Dominikus Böhm vergeben; die Pläne stammen von 1954. Nach der Grundsteinlegung 1955 starb Böhm im August des Jahres, und sein Sohn Gottfried brachte das Projekt „im Sinne seines Vaters“ zum Abschluss. 1956 wurde die Pfarrkirche geweiht und auch eine neue Pfarrei gegründet.
Ein Teil der Ausstattung kam in den nächsten Jahren hinzu – so wurde etwa die erste Orgel 1961 geweiht, und die Chorfenster stammen aus 1963.
Der Architekt Rolf Link, der bereits 1955 als Mitarbeiter im Büro Böhm an der Entwurfsplanung beteiligt gewesen war, führte 1991–1992 eine Renovierung durch. Hierbei wurden der Innenraum und der große Vorplatz umgestaltet und eine neue Orgel installiert, und über dieser eine zusätzliche Decke eingezogen.
Am 15. August 2001 wurde St. Joseph unter der Nummer 8556 in die Denkmalliste der Stadt Köln aufgenommen.

## Baubeschreibung
Der Baukörper des Langhauses aus rotem Backstein in warmen Tönen erhebt sich auf einer annähernd quadratischen Grundfläche. Zwei identische, wuchtige Türme (Grundfläche 9 × 10 Meter) mit flachen Zeltdächern treten jeweils zur Hälfte aus diesem Bau heraus – ungewöhnlicherweise stehen die Türme nicht parallel, sondern sind entlang einer zentralen Achse am Eingangs- und Altarbereich angelegt.
Die Wandflächen an Türmen und Langhaus sind weitestgehend geschlossen, erst in über 14 Metern Höhe öffnet sich auf allen Turmseiten eine Rasterfläche von quadratischen Maueröffnungen. Der Hauptkorpus zwischen den Turmblöcken schließt mit einem breiten Satteldach ab, in dessen vier (Teil-)Giebelflächen – im Segmentbogen entlang der Schräge – je vier schmale, durch kräftige Betonpfeiler strukturierte Fensterbänder den Innenraum beleuchten.
Im Innenraum stellen sich die beiden Türme gemäß ihren sehr unterschiedlichen liturgisch-funktionalen Orten im Raum auch sehr verschieden dar: Der Eingangsturm beherbergt in seiner Öffnung zum Kirchenraum die Orgelempore, so dass sich darunter eine niedrige Vorhalle ergibt. Diese bietet auch Platz für das Taufbecken. An der gegenüberliegenden Altarseite bietet sich ein anderes Bild: der Turm ist nach oben offen und belichtet durch seine oberen Öffnungen den Altarbereich. In diesem Turm sind die Maueröffnungen mit kleinen quadratischen Fenstern versehen, die je ein symbolisches Kopfbild eines Heiligen zeigen.
Im Gegensatz zum Äußeren ist der Innenraum hell verputzt und schließt mit einer ebenfalls weißen, abgehängten Deckenschale ab, die sich an die obere Rundung der Giebelfenster anschmiegt. Die je zwei Turmpfeiler, die frei im Inneren stehen, verbleiben in Ziegeloptik. Die fensterlosen Innenwände sind durch Anwendung einer Doppelschaligkeit leicht gewölbt, was der Raumatmosphäre eine gewisse „atmende“ Leichtigkeit verleiht – im Kontrast zu dem massiven eckigen Außeneindruck.
In einem Übergang zum Pfarramt in der vorderen südöstlichen Ecke wurde eine Marienkapelle mit niedriger Raumhöhe installiert, in der in einer kleinen Fensterkonche eine Pietà aufgestellt ist.

## Ausstattung

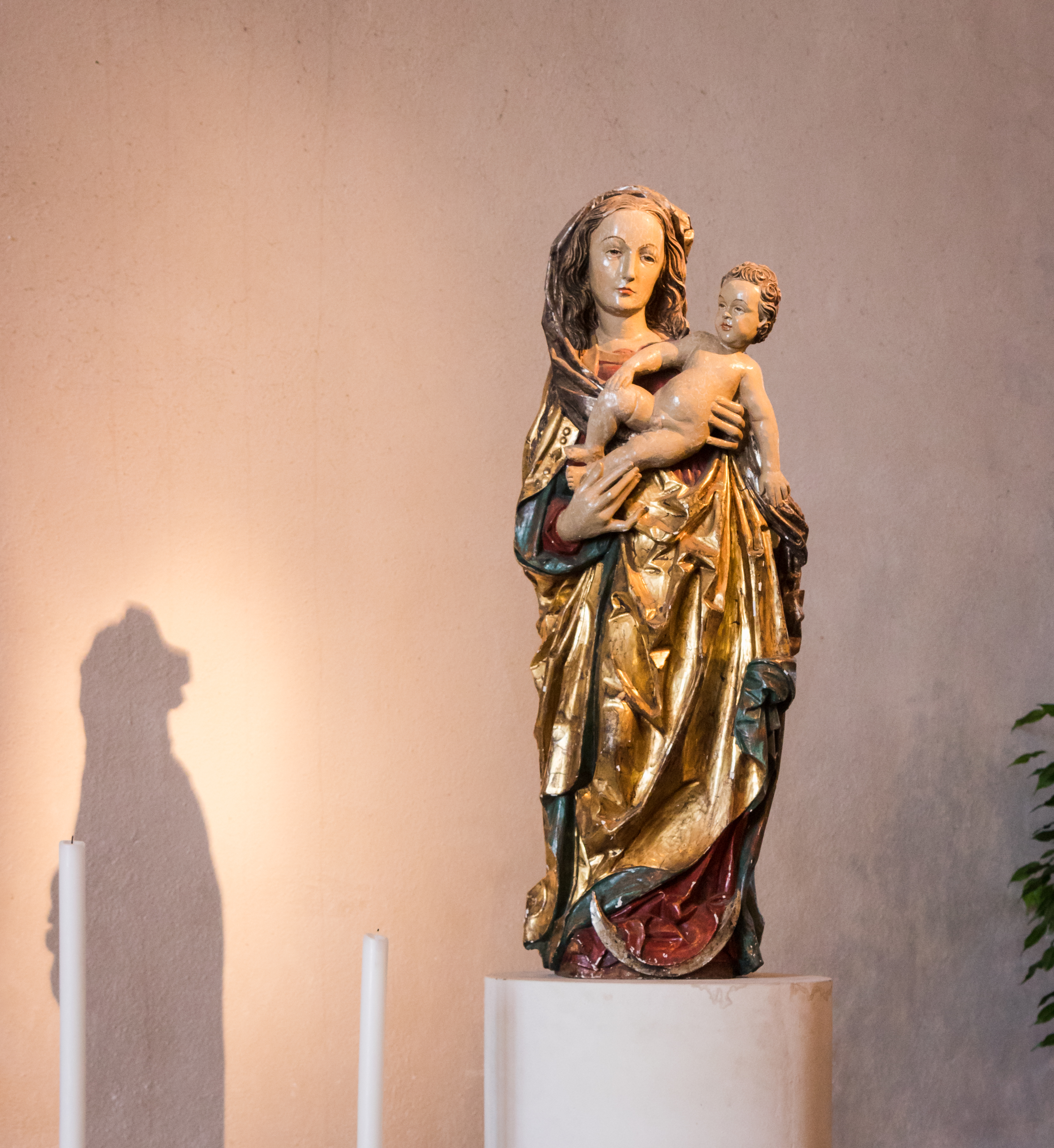
Madonna mit Kind

Die großen Giebelfensterbänder an der Altarseite entwarf Hubert Berke als abstrakte Komposition von acht Seligpreisungen der Bergpredigt (Mt 5,3–10 ), wobei er sich Freiheiten in der Reihenfolge der einzelnen Kapitel nahm. Ebenfalls von ihm stammt das gerundete Fenster in der Marienkapelle, in der die Kopie einer Riemenschneider-Madonna steht oder stand.
Der Altarentwurf stammt von Gottfried Böhm, das Altarkreuz von Walter Prinz (1972). Für das Tabernakel, das von Theo Heiermann entworfen wurde, ist an der linken Turmsäule am Altar eine Nische vorbehalten.
Die 1991 neu eingebaute Orgel hat ein farbig gefasstes Hauptwerk und Rückpositiv. Sie hat drei Manuale und 35 Register und ist ein Werk des Orgalbauunterehmens Oberlinger, der Prospekt von Rolf Link & Söhne.
Glocken
Das vierstimmige Glockengeläut des Glockengießers Franz Otto von 1958 ist aus Glockenbronze gefertigt.
| Glocke | Name        | Funktion                  | Durchmesser | Gewicht  | Schlagton | Inschrift                                                                                         |
| ------ | ----------- | ------------------------- | ----------- | -------- | --------- | ------------------------------------------------------------------------------------------------- |
| I      | Christkönig | Wandlung, Exequien        | 1280 mm0    | 1300 kg0 | es'+6⁄16  | CHRISTUS GESTERN + CHRISTUS HEUTE + CHRISTUS IN EWIGKEIT                                          |
| II     | Joseph      | Frühmesse                 | 1080 mm0    | 800 kg   | ges'+6⁄16 | HL. JOSEPH, PATRON UNSERER GEMEINDE, TRÖSTER IN DER TODESSTUNDE, SCHAU HULDVOLL AUF UNS HERNIEDER |
| III    | Maria       | Angelus                   | 960 mm      | 575 kg   | as'+6⁄16  | ST. MARIENGLOCKE + HL. MARIA, KÖNIGIN DES FRIEDENS, BITTE FÜR UNS                                 |
| IV     | Maternus    | Schulmesse Taufe, Trauung | 850 mm      | 400 kg   | b'+6⁄16   | ST. MATERNUSGLOCKE + ERHALTE UNSEREN GLAUBEN                                                      |